# Paul Zahner
Paul Zahner OFM (* 25. Februar 1966 in Kaltbrunn SG) ist ein Schweizer katholischer Theologe und Kirchenhistoriker.

## Leben
Nach der Promotion 1998 in dogmatischer Theologie bei Barbara Hallensleben in Freiburg im Üechtland war er von 1998 bis 2003 Seelsorger an der katholischen Universitäts-Gemeinde (KUG) in Freiburg (Schweiz). Seit 2020 ist er Guardian im Franziskanerkloster Näfels. Er ist Dozent für Kirchen- und Ordensgeschichte an der Hochschule Heiligenkreuz.

## Schriften (Auswahl)
- Die Fülle des Heils in der Endlichkeit der Geschichte. Bonaventuras Theologie als Antwort auf die franziskanischen Joachiten. Werl 1999, ISBN 3-87163-242-2.
- Franz von Assisi begegnen. Augsburg 2004, ISBN 3-936484-27-9.
  - Stretnutie s Františkom z Assisi. Bratislava 2005, ISBN 80-969245-5-9.
- Vielfältige Franziskaner. Dreiundvierzig Bilder von Minderbrüdern aus dem 17. und 18. Jahrhundert im Franziskanerkloster Graz. Lindenberg im Allgäu 2020, ISBN 3-95976-236-4.